# Old Bridge (New Jersey)
Pour les articles homonymes, voir Old Bridge.
Old Bridge est un township du New Jersey.